# Josef Virgil Grohmann

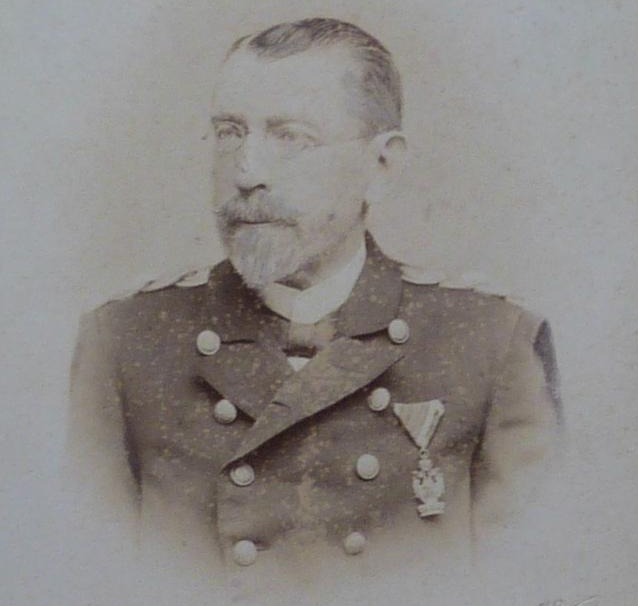
Josef Virgil Grohmann um 1880

Josef Virgil Grohmann (12. Dezember 1831, Hainspach – 12. Oktober 1919, Prag) war ein österreichischer und tschechischer Pädagoge deutscher Nationalität, Schriftsteller und wichtiger Herausgeber von Märchen- und Sagensammlungen. Außerdem war er als Politiker Mitglied der tschechischen Provinzialversammlung in den 1860er und 1870er Jahren.

## Biografie
Grohmann studierte Klassische Philologie, Germanistik und Sanskrit an der Karl-Ferdinands-Universität in Prag. 1857 erhielt er den Titel eines Doktors der Philosophie. Ab 1856 war er als Aushilfslehrer für Deutsch am Akademischen Gymnasium tätig. Von 1856 bis 1863 war er Professor an der Handelsakademie in Prag. Im Jahr 1866 wurde er Direktor der Höheren Realschule in Leitmeritz. Sein politischen Engagement führte jedoch später zum Ausschluss aus der Ausbildung.
In den 1860er Jahren engagierte er sich auch in der Provinzpolitik. Bei den Nachwahlen Ende November 1863 wurde er für Wahlgruppe der ländlichen Gemeinden der Bezirke Kraslice und Nejdek in die tschechische Provinzversammlung gewählt. Bei den Nachwahlen im September 1868 kehrte er in die Provinzversammlung zurück, nun im Landtag für die Wahlgruppe der ländlichen Gemeinden, Bezirk Jablonné und Chrastava. Bei den folgenden Provinzwahlen im Jahr 1870 verteidigte er sein Mandat für denselben Bezirk.
Er war Herausgeber der Zeitung „Tagesbote aus Böhmen“ und engagierte sich auch im Verein für Geschichte der Deutschen in Böhmen (er saß im Redaktionsbeirat der „Mitteilungen des Vereins für Geschichte der Deutschen in Böhmen“). Ab 1869 war er als Angestellter des Provinzschulrats und des Gouverneursrats tätig. In dieser Funktion setzte er sich für die Einrichtung von Bezirksschulämtern ein.
Er veröffentlichte eine Sammlung tschechischer Mythologie in deutscher Sprache, „Sagen aus Böhmen und Mähren“, die erstmals 1863 herausgegeben wurde. 1864 wurde sein nächstes Werk, Aberglaube und Brauchtum, veröffentlicht. Er sprach neben Deutsch auch Tschechisch.
Das Buch „Sagen aus Böhmen“ ist die allererste historische Sammlung tschechischer Legenden. Einem breiten Publikum im heutigen Tschechien war dieses einzigartige Werk jedoch nahezu unbekannt – zum einen, weil seit seiner ersten und einzigen Ausgabe fast 150 Jahre vergangen sind, zum anderen, weil es ausschließlich auf Deutsch erschienen war. Aufgrund dieses bewussten Vergessens, das vor allem auf nationale Vorurteile zurückzuführen war, waren Grohmanns Erzählungen nur einer kleinen Handvoll Experten bekannt.
Sie werden erst seit einer Übersetzung ins Tschechische von 2009 breiter bekannt. Grohmanns Sammlung ist nicht nur aufgrund ihrer historischen Vorrangstellung wertvoll, sondern auch aufgrund ihres beispiellosen professionellen Niveaus. Ihr Autor verstand Volksmärchen als eigenständigen Wert und Quelle, der keiner literarischen Bearbeitung bedarf, und präsentierte seinen Lesern damit erstmals ein umfassendes und authentisches Bild der Volksmärchentradition in Böhmen/Mähren, dem heutigen Tschechien vergleichbar mit den Sammlungen der Gebrüder Grimm im deutschen Raum. Auch hier finden sich die Moosweiblein, der Wassermann, die wilde Jagd und Geschichten über Rübezahl, sowie viele weitere Sagengestalten.

## Werke
- Josef Virgil Grohmann: Pověsti z Čech. 2009, ISBN 978-80-7428-011-5.
- Josef Virgil Grohmann: Sagen-Buch von Böhmen und Mähren. Prag 1863. (Nachdruck: Holzinger, Berlin 2013, ISBN 978-1-4849-7919-8).
- Josef Virgil Grohmann: Sagen aus Böhmen. Prag 1863. (Nachdruck 2022, ISBN 978-1-01-889733-2).